# Selz (Dakota du Nord)
Pour l’affluent du Rhin, voir Selz.
Selz est une census-designated place située dans le comté de Pierce, dans l’État du Dakota du Nord, aux États-Unis. Sa population s’élevait à 46 habitants lors du recensement de 2010.

## Histoire
La ville de Selz a été fondée en 1910. Deux explications sont données quant à l'origine de son nom, la première étant un hommage à l'auteur Charles Alden Seltzer (en), la seconde un hommage à la ville russe de Selz, dont étaient originaires de nombreux colons.

## Démographie
| Groupe            | Selz | Dakota du Nord | États-Unis |
| ----------------- | ---- | -------------- | ---------- |
| Blancs            | 97,8 | 90,0           | 72,4       |
| Asiatiques        | 2,2  | 1,0            | 4,8        |
| Autres            | 0    | 9,0            | 22,8       |
| Total             | 100  | 100            | 100        |
|                   |      |                |            |
| Latino-Américains | 0    | 2,0            | 16,7       |

Selon l'American Community Survey, pour la période 2011-2015, 100 % de la population âgée de plus de 5 ans déclare parler l'anglais à la maison.
| 2000 | 2010 | - | - | - | - |
| ---- | ---- | - | - | - | - |
| 34   | 46   | - | - | - | - |

## Source
- (en) Cet article est partiellement ou en totalité issu de l’article de Wikipédia en anglais intitulé « Selz, North Dakota » (voir la liste des auteurs).